# Bicha (arquitectura)

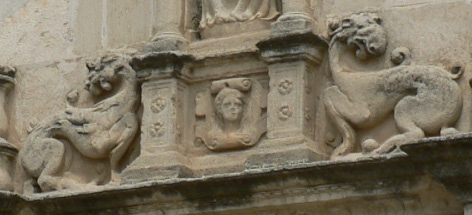
Pareja de bichas en la iglesia de San Pedro Apóstol en Budia (Guadalajara)

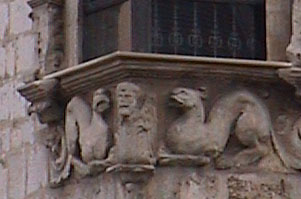
Pareja de bichas en el Palacio de Pimentel (Valladolid)

El término bicha hace referencia en arquitectura a una figura de animal fantástico, que entre frutas y follajes se emplea como objeto de ornamentación, principalmente en la arquitectura plateresca, para llenar los frisos y netos de pilastras. El término provendría del italiano biscia (culebra). En el Diccionario ilustrado de arquitectura, en el que se le atribuye un uso como gárgola, es comparada con la quimera.